# Lasiophila praeneste
Lasiophila praeneste är en fjärilsart som beskrevs av William Chapman Hewitson 1859. Lasiophila praeneste ingår i släktet Lasiophila och familjen praktfjärilar. Inga underarter finns listade i Catalogue of Life.